# Varronia paraguariensis
Varronia paraguariensis är en strävbladig växtart som först beskrevs av Chod. och Hassl., och fick sitt nu gällande namn av A. Borhidi. Varronia paraguariensis ingår i släktet Varronia och familjen strävbladiga växter. Inga underarter finns listade i Catalogue of Life.